# Летцев, Виктор Михайлович
Виктор Михайлович Летцев (15 октября 1951, Шмидтовка, Приморский край — 22 июля 2016) — украинский русскоязычный поэт, эссеист и учёный-психолог и философ. Лауреат Премии Андрея Белого (1997).

## Биография и научная деятельность
С десятилетнего возраста жил в Киеве. Учился в Киевском институте народного хозяйства. В 1996 году устроился на работу в Институт психологии Академии педагогических наук Украины, с 2004 года — в должности старшего научного сотрудника лаборатории истории психологии. Защитил кандидатскую диссертацию «Проблема личности в психологическом наследии В. В. Зеньковского». Автор статей в области истории психологии и философской психологии, в том числе в журнале «Вопросы философии».

## Творчество
Обратился к поэзии во второй половине 1970-х годов. С начала 1980-х годов занялся экспериментами в области формы и содержания, стремясь к созданию новой поэтики. Результатом этой работы стала книга «Становление», созданная ещё в середине 1980-х годов, однако полностью опубликованная лишь в 2003 году. В 1997 году был удостоен Премии Андрея Белого за «художественные открытия и новаторство в сфере интонационной организации поэтической речи, а также за принципиальную позицию поиска новой поэтической парадигмы».
«Виктор Летцев (Киев) — создатель индивидуальной поэтической технологии, основанной на паронимии. Художник отчетливо мифопоэтической направленности. В эстетическом плане продолжает, с одной стороны, традиции символизма — его философской лирики, а с другой — формально акцентированные поиски русского исторического Авангарда» (А. Тумольский).

## Книги стихотворений
- «Становление» (М.: Новое литературное обозрение, 2003. — 96 с.)
- «Исток: южнорусская школа поэзии» (сост. А. Спренцис. — Санкт-Петербург : Алетейя, 2020)